# 174567 바르다

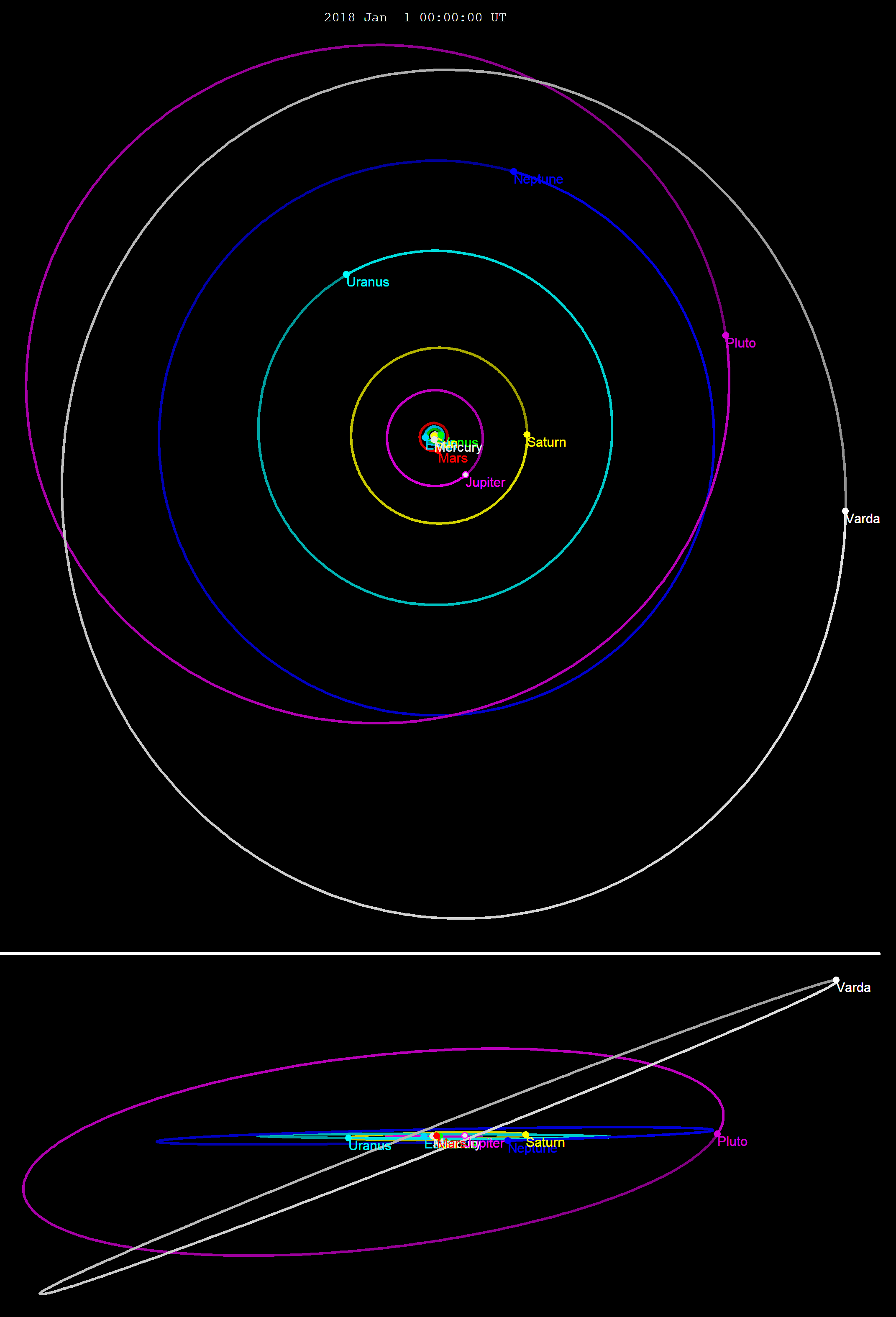

174567 바르다(Quenya: Varda)는 2003 MW12로 잠정 지정되었으며, 카이퍼대의 가장 바깥쪽에 위치한 고전적 카이퍼대 천체로서 많이 섭동된 궤도를 가지는 쌍소행성체이다. 절대 크기가 3.5이고 직경이 약 700km(430마일)로 계산되면 왜소행성일 가능성이 높다. 작은 행성상 위성인 일마뤠는 2009년에 발견되었다.